# Іламатепек (вулкан)
Іламатепек (піпіль ilamatepec), також відомий під назвою Санта-Ана (ісп. Volcán de Santa Ana) — стратовулкан, розташований в департаменті Санта-Ана Сальвадорі. Його висота, згідно з даними Global Volcanism Program, становить 2381 м. Таким чином, це найвищий вулкан у країні. Його останні виверження відбулися в 1920, 1904 та 2005 рр.